# Gulf Breeze
Gulf Breeze ist eine Stadt im Santa Rosa County im US-Bundesstaat Florida. Das U.S. Census Bureau hat bei der Volkszählung 2020 eine Einwohnerzahl von 6.302 ermittelt. 

## Geographie
Gulf Breeze liegt auf der Halbinsel Fairpoint zwischen der Pensacola Bay und dem Santa Rosa Sound (einem Teil des Gulf Intracoastal Waterway) an der Golfküste des Florida Panhandles. Die Stadt liegt rund 5 km südlich von Pensacola sowie rund 40 km südwestlich von Milton.

## Geschichte
In den späten 1980er Jahren erlangte Gulf Breeze durch die Ufo-Welle von Gulf Breeze weltweite mediale Aufmerksamkeit.

## Demographische Daten
Laut der Volkszählung 2010 verteilten sich die damaligen 5763 Einwohner auf 2488 Haushalte. Die Bevölkerungsdichte lag bei 468,5 Einw./km². 95,7 % der Bevölkerung bezeichneten sich als Weiße, 0,3 % als Afroamerikaner, 0,6 % als Indianer und 1,4 % als Asian Americans. 0,5 % gaben die Angehörigkeit zu einer anderen Ethnie und 1,3 % zu mehreren Ethnien an. 2,6 % der Bevölkerung bestand aus Hispanics oder Latinos.
Im Jahr 2010 lebten in 28,7 % aller Haushalte Kinder unter 18 Jahren sowie 34,9 % aller Haushalte Personen mit mindestens 65 Jahren. 67,2 % der Haushalte waren Familienhaushalte (bestehend aus verheirateten Paaren mit oder ohne Nachkommen bzw. einem Elternteil mit Nachkomme). Die durchschnittliche Größe eines Haushalts lag bei 2,36 Personen und die durchschnittliche Familiengröße bei 2,87 Personen.
23,7 % der Bevölkerung waren jünger als 20 Jahre, 15,3 % waren 20 bis 39 Jahre alt, 34,0 % waren 40 bis 59 Jahre alt und 26,9 % waren mindestens 60 Jahre alt. Das mittlere Alter betrug 47 Jahre. 48,5 % der Bevölkerung waren männlich und 51,5 % weiblich.
Das durchschnittliche Jahreseinkommen lag bei 80.433 $, dabei lebten 5,3 % der Bevölkerung unter der Armutsgrenze.
Im Jahr 2000 war englisch die Muttersprache von 97,65 % der Bevölkerung und spanisch sprachen 2,35 %.

## Sehenswürdigkeiten
Folgende Objekte sind im National Register of Historic Places gelistet:
- Big Heart West
- Butcherpen Mound
- First American Road in Florida
- Naval Live Oaks Cemetery
- Naval Live Oaks Reservation
- Third Gulf Breeze

## Verkehr
In Gulf Breeze mündet die Florida State Road 399 in den U.S. Highway 98 (SR 30). Nach Norden ist die Stadt über die Pensacola Bay Bridge mit Pensacola und nach Süden über die Bob Sikes Bridge mit Santa Rosa Island verbunden. Der nächste Flughafen ist der Pensacola International Airport (rund 15 km nördlich).

## Kriminalität
Die Kriminalitätsrate lag im Jahr 2010 mit 84 Punkten (US-Durchschnitt: 266 Punkte) im niedrigen Bereich. Es gab eine Vergewaltigung, einen Raubüberfall, drei Körperverletzungen, 13 Einbrüche, 66 Diebstähle und drei Autodiebstähle.

## Söhne und Töchter der Stadt
- Abigail Spencer (* 1981), Schauspielerin
- Doug Baldwin (* 1988), Footballspieler